# Universität Tyrnau (historisch)
Die Universität Tyrnau (lat.: Collegium Tyrnaviense, ung.: Nagyszombati Egyetem) bestand von 1635 bis 1777 in Tyrnau, nach der Auflösung des Jesuitenordens wurde die Universität nach Buda verlegt. Die Universität Tyrnau ist der Rechtsvorgänger der Eötvös-Loránd-Universität und auch der Katholischen Péter-Pázmány-Universität.

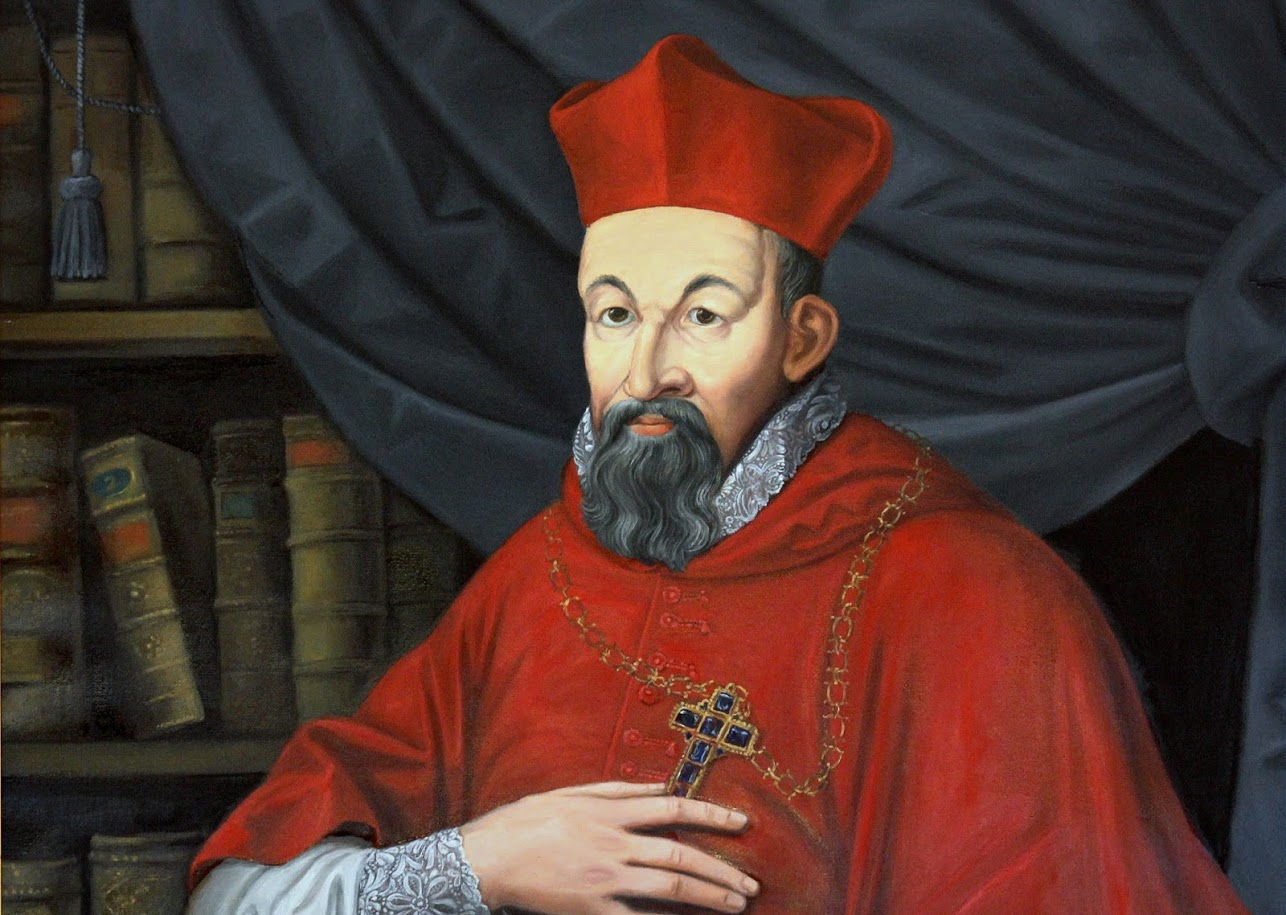
Kardinal Péter Pázmány

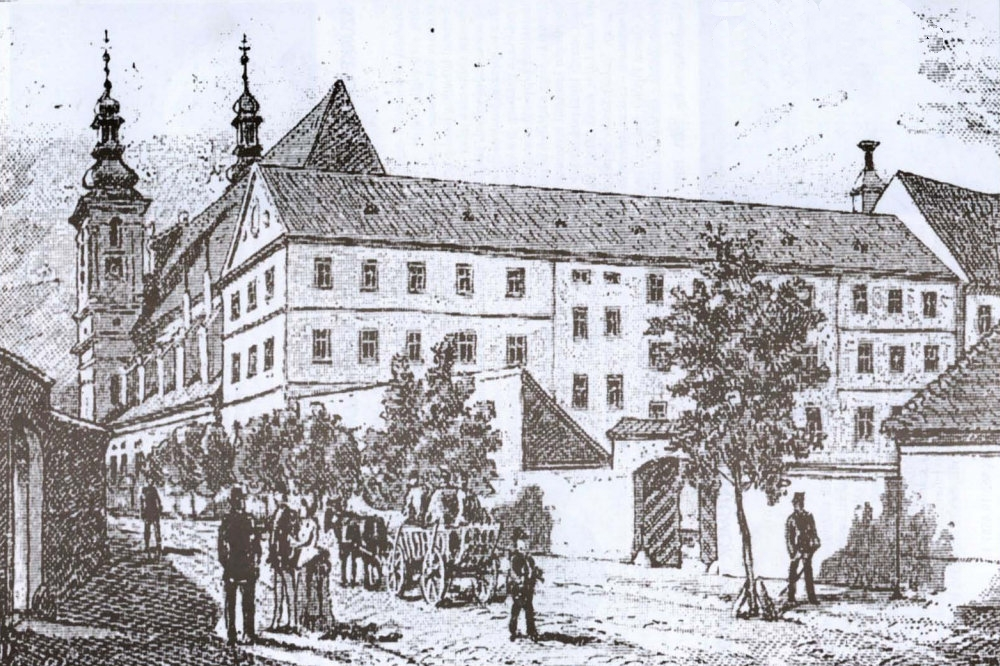
Universität Tyrnau, (Collegium Tyrnaviense, Nagyszombati Egyetem (1635–1777))

## Geschichte
Die Universität wurde 1635 von Kardinal Péter Pázmány, als Jesuitenkolleg gegründet. Tyrnau gehörte zu jener Zeit zum Königreich Ungarn. Die Bildungstruktur der Universität befolgte die Ratio Studiorum, so gab es anfänglich lediglich eine geisteswissenschaftliche und eine theologische Fakultät. Einen grundlegenden Schritt in der Entwicklung der Universität stellte die Gründung der Fakultät der Rechtswissenschaften 1667 dar. Nach der Gründung der Medizinischen Fakultät 1769 glich die Struktur der Universität derjenigen anderer europäischer Hochschulen.
Als Folge der Reformversuche im Bildungswesen, am 1. Februar 1777, unterzeichnete Königin Maria Theresia die Verfügung, die Universität Tyrnau nach Buda zu verlegen. Damit endete die frühere Universitätstradition in Trnava nach 142 Jahren. Die hiervon zu unterscheidende heutige Universitätstradition in der Stadt begann 1992 mit der Gründung der Universität Trnava.

## Professoren
- Martin Szentiványi (1633–1705), auch Dekan und Rektor
- Paulus Mako (1724–1793), Professor für Logik und Metaphysik
- Georg Sigismund Lakits (1739–1819), Rechtswissenschaftler, Professor des Kirchenrechts, Rektor der Universität, Leiter der Universitätsbibliothek
- Ferenc Babai (1742–1778), Professor für Theologie und Direktor der Theologischer Bibliothek